# 浪川&岡本 ボイコミ ラボ
『浪川&岡本 ボイコミ ラボ』（なみかわアンドおかもと ボイコミ ラボ）は、BSJapanextで2022年3月30日から2024年7月1日まで放送されたバラエティ番組。

## 概要
声優の浪川大輔、岡本信彦とゲスト声優が、人気漫画作品に声を吹き込み、「ボイスコミック」（以降ボイコミ、後述）を制作するバラエティー番組。配役決めも浪川・岡本が中心となって行い、ボイコミ製作過程や完成作品を放送するほか、ゲスト声優とのトークセッションもある。
なお、番組に出演するゲストの多くは、浪川・岡本がそれぞれ代表を務める芸能プロダクション「ステイラック」「ラクーンドッグ」の所属声優となっている。

### 出版社とのコラボレーション
2023年4月の放送からは出版大手、小学館とコラボレーションし、同社が発行・運営する『週刊ビッグコミックスピリッツ』『少年サンデー』などの漫画誌・配信サイトの掲載作品がボイコミの題材として使用されている。また、番組内で製作されたボイコミ作品は、番組放送後に小学館が運営する各漫画誌の公式YouTubeチャンネルで公開される（#外部リンク参照）。
なお番組開始から1年間は、同じく一ツ橋グループの集英社と同様のコラボレーションしていて、同社の漫画配信サービス『少年ジャンプ+』掲載作品を題材としていたほか、当時番組内で制作されたボイコミ作品は現在でも同社YouTubeチャンネル『ジャンプチャンネル』にて公開されている（2023年5月時点）。

### ボイスコミックについて
番組内で製作される「ボイスコミック」とは、漫画の内容を声優が読み上げるなどして製作される音声コンテンツのこと。音声のみの場合（ラジオドラマなど）もあるが、当番組で製作されるものは実際の漫画のコマを画面に表示させながら、そこに台詞や効果音などを吹き込んだ動画形式の作品となる（デジタルコミックも参照）。

## 放送リスト

### 2022年
| 回 | 放送日   | 題材作品                                                           | ゲスト                                     | 備考                                                 |
| -- | -------- | ------------------------------------------------------------------ | ------------------------------------------ | ---------------------------------------------------- |
| 1  | 3月30日  | プロローグ回                                                       |                                            |                                                      |
| 2  | 4月6日   | 平野稜二「勇者ご一行の帰り道」                                     | 菱川花菜、喜屋武和輝、前田玲奈             |                                                      |
| 3  | 4月13日  | 吉野マト「ミーシア」                                               | 久保ユリカ 、高橋伸也                      | 放送時間を40分間に拡大（第30回まで）                 |
| 4  | 4月20日  | 天色ちゆ「ねぇねぇねねさん。」                                     | 真野あゆみ                                 |                                                      |
| 5  | 4月27日  | こぐれみこ「かぎぎつね」                                           | 首藤志奈、拝師みほ                         |                                                      |
| 6  | 5月4日   | 針川智也「ジュース」                                               | 首藤志奈、拝師みほ、松岡洋平               |                                                      |
| 7  | 5月11日  | 中田春彌「アウトオブドラゴン」                                     | 山下タイキ、田辺留依                       |                                                      |
| 8  | 5月18日  | 三可九丸「七日間食堂」                                             | 山下タイキ、田辺留依、大桃陽介             |                                                      |
| 9  | 5月25日  | 日野杏寿「五次請けの殺し屋」                                       | 相馬康一、森永千才                         |                                                      |
| 10 | 6月1日   | 永井乳歯「博士と助手と冷凍庫」                                     | 森永千才、石井瑞樹                         |                                                      |
| 11 | 6月8日   | 原作：岩田雪花・作画：松浦健人「世界のおわりのペンフレンド」       | 長谷川育美、飯田ヒカル                     |                                                      |
| 12 | 6月15日  | 宇野智哉「君の背後は僕の場所」                                     | 鳴瀬友希、長谷川育美、飯田ヒカル           |                                                      |
| 13 | 6月22日  | 平浜矢陸「4分間の終わりに」                                        | 小市眞琴                                   | サッカー中継延長のため1時間順延                      |
| 14 | 6月29日  | （総集編）                                                         |                                            |                                                      |
| 15 | 7月6日   | 原作：小東のら・作画：修行コウタ「骸骨と恋は出来るのか？」         | 田中ちえ美                                 |                                                      |
| 16 | 7月13日  | 幌山あき「二番目の運命」                                           | 田中ちえ美、本郷里実†、高柳知葉、橘龍丸    | サッカー中継延長のため20分間順延                     |
| 17 | 7月20日  | 原作：綿引智也・作画：Rickey「SWORD IN THE CITY」                  | 田中ちえ美、高柳知葉、白井悠介†、喜多田悠† |                                                      |
| 18 | 7月27日  | 紅木春「七瀬くんの天職」                                           | 高森奈津美、関幸司                         |                                                      |
| 19 | 8月3日   | 大須賀玄「GOLEM HEARTS」                                           | 高森奈津美、関幸司、引坂理絵               | 連載前の読切作品をボイコミ化                         |
| 20 | 8月10日  | 田中邦明「遊星から君へ」                                           | 村井雄治、引坂理絵                         |                                                      |
| 21 | 8月17日  | 原作：成田成哲・作画：後藤慶介「FLEAGHT-フリート-」                | 甲斐田裕子†、村井雄治                      |                                                      |
| 22 | 8月24日  | 原作：へじていと・作画：百々瀬新「ふしぎな鳥のヤッキ」             | 引坂理絵                                   |                                                      |
| 23 | 8月31日  | 原作：寺屋キハチ・作画：くろむら基人「勇者ミーリは58歳」           | 関智一†、奈波果林†                         |                                                      |
| 24 | 9月7日   | 原作：江藤俊司・漫画：三輪ヨシユキ『後ろの四天王』                 | 小若和郁那、長妻樹里、喜屋武和輝           |                                                      |
| 25 | 9月14日  | 樹村カナミ「悪魔の擬態」                                           | 長妻樹里、堀金蒼平                         |                                                      |
| 26 | 9月21日  | （総集編）                                                         |                                            | トーク総集編、ボイコミは#7のアンコール放送           |
| 27 | 9月28日  | 野々上大二郎「[第1回]いきもの生態観察バラエティー ぼくらはみんな」 | 中込尚哉、三宅麻理恵、杉村ちか子           | 岡本、中込が公式アプリのチャットに参加               |
| 28 | 10月5日  | 野々上大二郎「[第2回]いきもの生態観察バラエティー ぼくらはみんな」 | 三宅真理恵、杉村ちか子                     |                                                      |
| 29 | 10月12日 | 中村充志「ジェナダイバージョン３to１」                             | 酒井美沙乃、金城大和                       |                                                      |
| 30 | 10月19日 | 西村野道「Dear XXXX」                                              | 酒井美沙乃、金城大和、神田優               |                                                      |
| 31 | 10月26日 | 矢野としたか「君が好きだと叫ばせたい 」                            | 川村海乃、田中那実                         | 今回より放送時間が22:30までに戻り、T-1スタジオで収録 |
| 32 | 11月2日  | つばさんた『おわりの森から』                                       | 田中那実、虎島貴明、小林康介               |                                                      |
| 33 | 11月9日  | ミヨカワ将「マーガレット2044」                                     | 諏訪ななか、ファイルーズあい               | 前・後編に分けて放送                                 |
| 34 | 11月16日 | ミヨカワ将「マーガレット2044」                                     | 諏訪ななか、ファイルーズあい               | 前・後編に分けて放送                                 |
| 35 | 11月23日 | ちゃがま「暗殺犬モロ」                                             | 田中那実                                   |                                                      |
| 36 | 11月30日 | 三崎しずか「美術部の上村が死んだ」                                 | 中野さいま、川田祐                         |                                                      |
| 37 | 12月7日  | 今學『デビルズギフト』                                             | 中島愛、久瀬翔斗                           | 前・後編に分けて放送                                 |
| 38 | 12月14日 | 今學『デビルズギフト』                                             | 中島愛、久瀬翔斗                           | 前・後編に分けて放送                                 |
| 39 | 12月21日 | Choyaku「嘘つきは地獄の始まり」                                    | 中野さいま、川田祐、中根久美子             | 〃                                                   |
| 40 | 12月28日 | Choyaku「嘘つきは地獄の始まり」                                    | 中野さいま、川田祐、中根久美子             | 〃                                                   |

### 2023年
| 回 | 放送日   | 題材作品 | 掲載媒体                       | ゲスト                                                     | 備考                                                                                    |
| -- | -------- | --- | ------------------------------ | ---------------------------------------------------------- | --------------------------------------------------------------------------------------- |
| 41 | 1月11日  | 原作：松永参悟・漫画：ラミン「MAKE HERO」                                                                                        | 少年 ジャンプ+ （集英社）      | 中根久美子、朝田陽貴                                       |                                                                                         |
| 42 | 1月18日  | （総集編） | 少年 ジャンプ+ （集英社）      |                                                            | トーク総集編とボイコミ#27のアンコール放送                                               |
| 43 | 1月25日  | 原作：漫ボーイ・作画：仲吉「気になる気になる地縛霊」                                                                             | 少年 ジャンプ+ （集英社）      | 宮白桃子                                                   |                                                                                         |
| 44 | 2月1日   | おにつち「天空の保育士」 | 少年 ジャンプ+ （集英社）      | 菱川花菜                                                   | 前・後編に分けて放送                                                                    |
| 45 | 2月8日   | おにつち「天空の保育士」 | 少年 ジャンプ+ （集英社）      | 菱川花菜                                                   | 前・後編に分けて放送                                                                    |
| 46 | 2月15日  | 紅木春「片腕のエイミー」 | 少年 ジャンプ+ （集英社）      | 首藤志奈、木南亜莉沙                                       |                                                                                         |
| 47 | 2月22日  | 梶本あかり「弟×嫁なんて認めない!」                                                                                               | 少年 ジャンプ+ （集英社）      | 首藤志奈、木南亜莉沙、沢城千春                             | ボイコミパートでは浪川・岡本とも配役がなくゲスト声優のみで収録                          |
| 48 | 3月1日   | 沖野ユイ「フラグ中尉」 | 少年 ジャンプ+ （集英社）      | 齊藤未莉依                                                 |                                                                                         |
| 49 | 3月8日   | 芦垣丁「ラブコメディはお嫌いですか？ 」                                                                                          | 少年 ジャンプ+ （集英社）      | 飯田ヒカル                                                 |                                                                                         |
| 50 | 3月15日  | 藤虹大和「魔窟の灯籠」 | 少年 ジャンプ+ （集英社）      | 真野あゆみ、久瀬翔斗、長妻樹里                             |                                                                                         |
| 51 | 3月22日  | 藤虹大和「魔窟の灯籠」 | 少年 ジャンプ+ （集英社）      | 真野あゆみ、久瀬翔斗、長妻樹里                             |                                                                                         |
| 52 | 3月29日  | 金子タロウ「キメラと体目当ての博士」                                                                                             | 少年 ジャンプ+ （集英社）      | 小市眞琴、山下タイキ                                       |                                                                                         |
| 53 | 4月5日   | （総集編） | 少年 ジャンプ+ （集英社）      |                                                            | 今回までナレーター・小市眞琴                                                            |
| 54 | 4月12日  | 秋葉原ロケ | -                              | なし                                                       | 番組初のロケ。ナレーターが引坂理絵へと交代                                              |
| 55 | 4月19日  | 秋葉原ロケ | -                              | なし                                                       | 番組初のロケ。ナレーターが引坂理絵へと交代                                              |
| 56 | 4月26日  | 原作：朝比奈希夜・作画：千世トケイ・キャラクターデザイン：榊空也「死神の初恋～没落華族の令嬢は愛を知らない死神に嫁ぐ～」第2・3話 | やわらか スピリッツ            | 金元寿子†                                                  | 今回より小学館作品を題材に使用。                                                        |
| 57 | 5月3日   | 原作：朝比奈希夜・作画：千世トケイ・キャラクターデザイン：榊空也「死神の初恋～没落華族の令嬢は愛を知らない死神に嫁ぐ～」第2・3話 | やわらか スピリッツ            | 金元寿子†、堀籠沙耶                                        |                                                                                         |
| 58 | 5月10日  | 関野 葵「くるくるくるま ミムラパン」第4・15話                                                                                    | 月刊! スピリッツ               | 三宅麻理恵、杉村ちか子、綾瀬みゆう                         |                                                                                         |
| 59 | 5月17日  | 関野 葵「くるくるくるま ミムラパン」第4・15話                                                                                    | 月刊! スピリッツ               | 三宅麻理恵、杉村ちか子、綾瀬みゆう                         |                                                                                         |
| 60 | 5月24日  | 森マシミ「愛するあなたと恋するきみが」第4・5話                                                                                   | 〃                             | 堀金蒼平、國府咲月、矢野奨吾†                              |                                                                                         |
| 61 | 5月31日  | 森マシミ「愛するあなたと恋するきみが」第4・5話                                                                                   | 〃                             | 堀金蒼平、國府咲月、矢野奨吾†                              |                                                                                         |
| 62 | 6月14日  | 濱田浩輔「レ・セルバン」第1・2話                                                                                                 | 週刊ビッグ コミック スピリッツ | 相馬康一、烏田麻衣、和久野愛佳                             | 今回よりT-3スタジオで収録                                                               |
| 63 | 6月21日  | 濱田浩輔「レ・セルバン」第1・2話                                                                                                 | 週刊ビッグ コミック スピリッツ | 相馬康一、烏田麻衣、和久野愛佳                             | 今回よりT-3スタジオで収録                                                               |
| 64 | 6月28日  | 浅山わかび「ラストカルテ -法獣医学者 当麻健匠の記憶-」第5・23話                                                                  | 週刊少年 サンデー              | 家治里歩、林勇†、宮古風佳†、大桃陽介（#65のみ）            |                                                                                         |
| 65 | 7月3日   | 浅山わかび「ラストカルテ -法獣医学者 当麻健匠の記憶-」第5・23話                                                                  | 週刊少年 サンデー              | 家治里歩、林勇†、宮古風佳†、大桃陽介（#65のみ）            | 今回より月曜日 22:30へと枠移動（予定）                                                  |
| 66 | 7月10日  | 原作：宮野美嘉 キャラクター原案：碧 風羽 作画：楽楽 ネーム：小原愼司「蟲愛づる姫君の結婚」第2話※                                 | やわらか スピリッツ            | 烏田麻衣、和久野愛佳、咲川ひなの                           | ※第2話を前・後編に分割して制作・放送                                                    |
| 67 | 7月17日  | 原作：宮野美嘉 キャラクター原案：碧 風羽 作画：楽楽 ネーム：小原愼司「蟲愛づる姫君の結婚」第2話※                                 | やわらか スピリッツ            | 烏田麻衣、和久野愛佳、咲川ひなの                           | ※第2話を前・後編に分割して制作・放送                                                    |
| 68 | 7月24日  | カトウタカヒロ「ギュゲスのふたり」第3・7話                                                                                       | サンデー うぇぶり              | 梅田修一朗†宮古風佳†（#69のみ）、村井雄治（#69のみ）       |                                                                                         |
| 69 | 7月31日  | カトウタカヒロ「ギュゲスのふたり」第3・7話                                                                                       | サンデー うぇぶり              | 梅田修一朗†宮古風佳†（#69のみ）、村井雄治（#69のみ）       |                                                                                         |
| 70 | 8月7日   | 真夏のホラースペシャル 第1・2弾（テーマパークのホラー系アトラクション体験ロケ）                                                  | -                              | 引坂理絵                                                   | 浪川はロケ不参加、ロケに参加した引坂の代理ナレーターとして出演。 ロケ地：ナンジャタウン |
| 71 | 8月14日  | 真夏のホラースペシャル 第1・2弾（テーマパークのホラー系アトラクション体験ロケ）                                                  | -                              | 引坂理絵                                                   | 浪川はロケ不参加、ロケに参加した引坂の代理ナレーターとして出演。 ロケ地：ナンジャタウン |
| 72 | 8月21日  | （真夏のホラースペシャル第3・4弾）的野アンジ「僕が死ぬだけの百物語」第3夜（話）・第47夜                                          | サンデー うぇぶり              | 小若和郁那、首藤志奈、水上歩夢、白石冬弥（#73のみ）        | 岡本は収録欠席、ナレーターとして出演。 T-1スタジオで収録。                              |
| 73 | 8月28日  | （真夏のホラースペシャル第3・4弾）的野アンジ「僕が死ぬだけの百物語」第3夜（話）・第47夜                                          | サンデー うぇぶり              | 小若和郁那、首藤志奈、水上歩夢、白石冬弥（#73のみ）        | 岡本は収録欠席、ナレーターとして出演。 T-1スタジオで収録。                              |
| 74 | 9月4日   | 波切敦「レッドブルー」第3話・第54話                                                                                              | 週刊少年 サンデー              | 野津山幸宏                                                 | T-3スタジオで収録                                                                       |
| 75 | 9月11日  | 波切敦「レッドブルー」第3話・第54話                                                                                              | 週刊少年 サンデー              | 川田祐、相馬康一                                           | T-3スタジオで収録                                                                       |
| 76 | 9月18日  | 原作：浅木伊都、漫画：山田こもも キャラクター原案：SNC「火の神さまの掃除人ですが、いつの間にか花嫁として溺愛されています」第1話※ | やわらか スピリッツ            | 飯田ヒカル、小柳日菜、高柳知葉                             | ※前・後編に分割                                                                         |
| 77 | 9月25日  | 原作：浅木伊都、漫画：山田こもも キャラクター原案：SNC「火の神さまの掃除人ですが、いつの間にか花嫁として溺愛されています」第1話※ | やわらか スピリッツ            | 飯田ヒカル、小柳日菜、高柳知葉                             | ※前・後編に分割                                                                         |
| 78 | 10月2日  | 秋葉原ロケ（#54 - 55のダイジェスト）                                                                                             | -                              | （なし）                                                   |                                                                                         |
| 79 | 10月16日 | くさかべゆうへい「白山と三田さん」第6話・第38話                                                                                  | 週刊少年 サンデー              | 三宅麻理恵、若佐なつみ                                     | 前週休止（祝日特別編成のため）                                                          |
| 80 | 10月23日 | くさかべゆうへい「白山と三田さん」第6話・第38話                                                                                  | 週刊少年 サンデー              | 三宅麻理恵、若佐なつみ                                     |                                                                                         |
| 81 | 10月30日 | 二階堂ヒカル「あおざくら 防衛大学校物語」第14話・第15話                                                                          | 〃                             | 大桃陽介（#81のみ）、林瑞貴、堀金蒼平（#81のみ）、吉田和生 |                                                                                         |
| 82 | 11月6日  | 二階堂ヒカル「あおざくら 防衛大学校物語」第14話・第15話                                                                          | 〃                             | 大桃陽介（#81のみ）、林瑞貴、堀金蒼平（#81のみ）、吉田和生 |                                                                                         |
| 83 | 11月13日 | 片倉頼「オヤジとにゃん吉」第7話・第19話                                                                                          | サンデー うぇぶり              | 松岡洋平                                                   |                                                                                         |
| 84 | 11月20日 | 片倉頼「オヤジとにゃん吉」第7話・第19話                                                                                          | サンデー うぇぶり              | 金城大和                                                   |                                                                                         |
| 85 | 11月27日 | 彌「タタリ」第3話・第4話 | 週刊少年 サンデー              | 田辺留依、菱川花菜                                         |                                                                                         |
| 86 | 12月4日  | 彌「タタリ」第3話・第4話 | 週刊少年 サンデー              | 田辺留依、菱川花菜                                         |                                                                                         |
| 87 | 12月11日 | 舟本絵理歌「双影双書」第4話・第5話                                                                                               | サンデー うぇぶり              | 國府咲月、高橋伸也、萱間円佳、積田陽乃香（#87のみ）        |                                                                                         |
| 88 | 12月18日 | 舟本絵理歌「双影双書」第4話・第5話                                                                                               | サンデー うぇぶり              | 國府咲月、高橋伸也、萱間円佳、積田陽乃香（#87のみ）        |                                                                                         |
| 89 | 12月25日 | （#65の再放送） |                                |                                                            |                                                                                         |

### 2024年
| 回  | 放送日  | 題材作品                                                                               | 掲載媒体               | ゲスト                                                                    | 備考                                                       |
| --- | ------- | -------------------------------------------------------------------------------------- | ---------------------- | ------------------------------------------------------------------------- | ---------------------------------------------------------- |
| 90  | 1月8日  | 桜井亜都「幻狼潜戦」第4話・第6話                                                       | サンデー うぇぶり      | 石井瑞樹、高橋伸也（#90のみ）、伊藤さや香（#91のみ）、川村海乃（#91のみ） |                                                            |
| 91  | 1月15日 | 桜井亜都「幻狼潜戦」第4話・第6話                                                       | サンデー うぇぶり      | 石井瑞樹、高橋伸也（#90のみ）、伊藤さや香（#91のみ）、川村海乃（#91のみ） |                                                            |
| 92  | 1月22日 | 星野真「竜送りのイサギ」第4話・第7話                                                   | 〃                     | 川島零士、相馬康一（#92のみ）、長妻樹里                                   |                                                            |
| 93  | 1月29日 | 星野真「竜送りのイサギ」第4話・第7話                                                   | 〃                     | 川島零士、相馬康一（#92のみ）、長妻樹里                                   |                                                            |
| 94  | 2月5日  | 渥美駿「小さい僕の春」第5話・第6話                                                     | 週刊少年 サンデー※     | 大和田仁美†、神田優                                                       | ※掲載当時。放送時は「サンデーうぇぶり」にて連載            |
| 95  | 2月12日 | 渥美駿「小さい僕の春」第5話・第6話                                                     | 週刊少年 サンデー※     | 大和田仁美†、神田優                                                       | ※掲載当時。放送時は「サンデーうぇぶり」にて連載            |
| 96  | 2月19日 | 松尾あき「ミモザイズム」第4話・第5話                                                   | サンデー うぇぶり      | 大桃陽介、粂ゆうな、中込尚哉、和久野愛佳                                  |                                                            |
| 97  | 2月26日 | 松尾あき「ミモザイズム」第4話・第5話                                                   | サンデー うぇぶり      | 大桃陽介、粂ゆうな、中込尚哉、和久野愛佳                                  |                                                            |
| 98  | 3月4日  | 鈴野スケ「冥天レストラン 」第2話                                                       | 〃                     | 葵あずさ†、阿部敦†、宮白桃子                                              |                                                            |
| 99  | 3月11日 | 3週連続ロケ企画「浅草の超人気スポット日帰りツアー」                                    | -                      | 徳井青空†                                                                 | 放送中に徳井が番組公式チャットに参加                       |
| 100 | 3月18日 | 3週連続ロケ企画「浅草の超人気スポット日帰りツアー」                                    | -                      | 徳井青空†                                                                 | 放送中に浪川、岡本がYou Tubeの番組特設アカウントにて生配信 |
| 101 | 3月25日 | 3週連続ロケ企画「浅草の超人気スポット日帰りツアー」                                    | -                      | 徳井青空†                                                                 |                                                            |
| 102 | 4月1日  | （上記浅草ロケのダイジェスト）                                                         | -                      | -                                                                         |                                                            |
| 103 | 4月8日  | 鈴野スケ「冥天レストラン」第3話                                                        | サンデー うぇぶり      | 葵あずさ†、阿部敦†、宮白桃子                                              |                                                            |
| 104 | 4月15日 | 田村隆平「COSMOS」第2話・第3話                                                         | 〃                     | 川田佑、田中光、藤田茜、山下ダイキ、飯田ヒカル（#105のみ）                | 岡本は別の仕事のため収録欠席                               |
| 105 | 4月22日 | 田村隆平「COSMOS」第2話・第3話                                                         | 〃                     | 川田佑、田中光、藤田茜、山下ダイキ、飯田ヒカル（#105のみ）                |                                                            |
| 106 | 4月29日 | 齊藤万丈「限界!推し活伝説 YOSHIO」                                                     | 〃                     | 前野智昭†                                                                 |                                                            |
| 107 | 5月6日  | 齊藤万丈「限界!推し活伝説 YOSHIO」                                                     | 〃                     | 前野智昭†                                                                 |                                                            |
| 108 | 5月13日 | 原作：中てい、作画：壱崎煉「灰被り姫は結婚した、なお王子は」                           | 裏サンデー・マンガワン | 小若和郁那、高柳知葉、高橋伸也、春海ひなの†                               |                                                            |
| 109 | 5月20日 | 原作：中てい、作画：壱崎煉「灰被り姫は結婚した、なお王子は」                           | 裏サンデー・マンガワン | 小若和郁那、高柳知葉、高橋伸也、春海ひなの†                               |                                                            |
| 110 | 5月27日 | 原作：マチバリ、漫画：幸路「後宮を追放された稀代の悪女は離宮で愛犬をモフモフしてたい」 | 〃                     | 田中那実、中野さいま、真白健太朗、和久野愛佳                              |                                                            |
| 111 | 6月3日  | 原作：マチバリ、漫画：幸路「後宮を追放された稀代の悪女は離宮で愛犬をモフモフしてたい」 | 〃                     | 田中那実、中野さいま、真白健太朗、和久野愛佳                              |                                                            |
| 112 | 6月10日 | 原作：一色美穂、作画：水口尚樹「みずぽろ」                                             | 週刊少年 サンデー      | 田中雅美、出口さくら、藤原聖侑                                            |                                                            |
| 113 | 6月17日 | 原作：一色美穂、作画：水口尚樹「みずぽろ」                                             | 週刊少年 サンデー      | 田中雅美、出口さくら、藤原聖侑                                            |                                                            |
| 114 | 6月24日 | 杜若彩「ハローデザイア」                                                               | サンデー うぇぶり      | 神谷浩史†、國府咲月、高橋伸也、菱川花菜                                   | 「2週連続最終回スペシャル」                                |
| 115 | 7月1日  | 杜若彩「ハローデザイア」                                                               | サンデー うぇぶり      | 神谷浩史†、國府咲月、高橋伸也、菱川花菜                                   | 「2週連続最終回スペシャル」                                |

## エピソード
- 2022年4月放送の第3回から同10月放送の第30回までの約半年間、放送時間が10分間拡大され40分番組として放送されていた（開始時刻同じ、22:40終了）[2]。元の放送時間に戻ってからは、作品の長さによっては前・後編の2週に分割して放送するケースも見られる。
- 2022年8月19日・26日放送の同局『中山優馬×ジャニーズJr. @YUMA HOUSE』に浪川が講師としてゲスト出演し、ジャニーズJr.メンバーが声優に挑戦するという両番組のコラボレーション企画が放送された[8]（ただし題材作品は漫画ではなく昔話だった）。優秀者に選ばれたメンバーは後日当番組にゲスト出演するとされたが、2023年9月の「@YUMA HOUSE」のレギュラー放送終了まで実現には至らなかった。
- 収録スタジオは度々変更となっている。当初の約半年間はサブスタジオ（T-4またはT-5スタジオ）に番組独自の背景セットを組んで収録していたが、2022年10月26日放送の第31回から約7ヶ月間はT-1スタジオ（BSJapanextのメインスタジオ）にて収録[9]、2023年6月14日放送の第62回からはサブスタジオのひとつ、T-3スタジオ（複数番組で共用する洋間風のセットが常設されている）へと再び変更された。なお、サブスタジオ収録の場合はトーク部分のみセットを背景に収録、ボイコミ部分はセットが組まれていない別のサブスタジオ（T-4かT-5）で壁を背景に収録される[10]（T-1スタジオ収録回はボイコミ部分もT-1スタジオ内で収録される）。
- 2023年4月12日・19日の二週に渡り、秋葉原にて番組初となるロケが行われた[4]。
- 当初の1年間（集英社コラボレーション期）は主に読切作品をボイコミ題材としていた。2023年（小学館とのコラボレーション開始）からは連載作品を題材として扱い、第1話からではなく作品序盤の鍵となる回をボイコミ化する事が多い。その場合はボイコミパート放送前に浪川か岡本が口頭であらすじを解説する。
- 2023年7月の改編で、番組初となる放送日時変更（枠移動）が行われた（水曜 22:00 - 22:30→月曜 22:30 - 23:00）。
- 2023年9月、番組公式X（旧Twitter）アカウント（@Japanextvoicomi）が開設される[11]。なおそれ以前は告知の際などにはBSJapanextの公式アカウントを利用していた。

## スタッフ
2022年度（2023年4月5日の総集編まで）
- ナレーション：小市眞琴（ステイラック）
- 製作協力：ステイラック、ラクーンドッグ、W TOKYO、集英社
- ディレクター：米倉信彦
- 製作著作：BSJapanext

2023 - 2024年度（2023年4月12日より）
- ナレーション：引坂理絵（ステイラック）
- 製作協力：ステイラック、ラクーンドッグ、小学館
- 製作著作：BSJapanext